# Hylaeus facilis
Hylaeus facilis är en biart som först beskrevs av Frederick Smith 1879.
Arten ingår i släktet citronbin och familjen korttungebin. Inga underarter finns listade i Catalogue of Life. Arten finns bara på Hawaii.

## Beskrivning
Hylaeus facilis är stor för att vara ett citronbi. Vingarna är mer eller mindre rökfärgade. Hanen har svart grundfärg, med en gul ansiktsmask som består av en gul, oval fläck som täcker hela clypeus samt två smala streck vid ögonens inre sida. Han har också bruna, tillplattade hår på bakkroppens spets och ett mycket stort, tångformat parningsorgan. Honan är helsvart, utan några markeringar.

## Utbredning
Arten är endemisk för fem öar i ögruppen Hawaii, Oahu, Molokai, Lanai och Maui.

## Ekologi
Habitatet utgörs framför allt av buskage och torrare skog, men arten har påträffats i de flesta biotoper, från kustområden till fuktig skog. I bergsterräng kan den gå upp till 1 000 m. Artens värdväxter är inte kända, men det är troligt att den är polylektisk, och flyger till blommande växter från många familjer.
Arten är solitär; fortplantning och bobyggnad har inte studerats, men på grundval av beteendet hos andra, närstående arter antas det att honorna bygger sina larvbon i existerande håligheter i marken, under klippor eller under bark på träden. Arten har svaga käkar, och är inte bra på att gräva ut bona själv. I boet konstruerar honan yngelkammare, som hon klär med ett körtelsekret som stelnar till ett cellofanliknande material. Varje yngelkammare fylls sedan med en blandning av nektar och pollen som föda åt larven, innan honan lägger ett ägg i kammaren.

## Status
Arten var mycket vanlig kring år 1900, men har länge minskat i hela utbredningsområdet. Under de senaste 50 åren har den bara påträffats tre gånger: En gång på Oahu (1975), och två gånger på Maui (1967 och 1993). Främsta hotet är från förvildade tamdjur, i synnerhet getter, som äter upp födoväxterna. Införsel av exotiska växter, som inte utgör binas naturliga föda, är ett annat hot. Byggnation och uppodling är andra faktorer bakom minskningen. US Fish and Wildlife Service har därför rödlistat arten som Endangered (hotad).